# دوغ كرامر
دوغ كرامر مواليد 10 يوليو 1983 في الفلبين، هو لاعب كرة سلة فلبيني. بدأ مسيرته الاحترافية في سنة 2007. يلعب في الرابطة الفلبينية لكرة السلة كلاعب وسط. يحمل الرقم 44.

## المسيرة الاحترافية
لعب مع باراكو بول إنرجي من سنة 2007 إلى 2009، ثم لعب مع بارانجي جينبرا سان ميغيل في موسم 2009–2010، ثم لعب مع باوريد تايغرز في موسم 2011–2012، ثم لعب مع باراكو بول إنرجي في موسم 2012–2013، ثم لعب مع سان ميغيل بيرمن في موسم 2013–2014.